# Eugenio Prado Proaño
Eugenio Prado Proaño (San Buenaventura, Chihuahua; 12 de noviembre de 1897 — México D.F.; 21 de agosto de 1969) fue un político mexicano miembro del Partido Revolucionario Institucional, que fue gobernador interino del estado de Chihuahua de 1939 a 1940 y presidente de la Cámara de Diputados entre 1946 y 1947.

## Biografía
Eugenio Prado Proaño realizó sus estudios básicos en su estado natal. Proaño inició su carrera política en puestos menores y en 1933 fue designado presidente del Comité Directivo Regional del Partido Nacional Revolucionario. Posteriormente, fue elegido  diputado al Congreso de Chihuahua para la XXXV Legislatura entre 1932 y 1934, luego solicitaría licencia para ser elegido presidente municipal de Buenaventura entre 1935 y 1937. En 1937 fue elegido diputado federal a la XXXVII Legislatura por el Distrito 1 de Chihuahua para el periodo a concluir en 1940.  A mitad de su encargo como diputado federal, Prado tuvo que rendir protesta como gobernador interino de Chihuahua entre el 3 de abril de 1939 y el 3 de octubre de 1940 para concluir el periodo iniciado por Gustavo L. Talamantes.
En 1940, Prado Proaño fue postulado Senador por Chihuahua en las elecciones de ese año, siendo finalmente electo para el periodo comprendido de ese año hasta 1946. Durante el tiempo que fue senador, Prado llegó a ser presidente del Senado, presidente del Comité de Hacienda, así como miembro de la Gran Comisión. En 1946 fue elegido por segunda ocasión diputado federal para la XL Legislatura de nueva cuenta por el Distrito 1 de Chihuahua, en dicha legislatura fungió como presidente de la Gran Comisión y como presidente de la Cámara entre el 1 de septiembre de 1946 y el 30 de agosto de 1947, siendo sucedido por Alejandro Gómez Maganda. Al mismo tiempo fue en 1949 Presidente de la Comisión Permanente del Congreso y miembro de la Comisión de Hacienda.
Luego de retirarse de la política, fue director de la Cooperativa Ingenio Azucarero de Zacatepec de Hidalgo en Morelos y en 1951 pasó a ser director de la Cooperativa Ingenio Azucarero Ejido “Emiliano Zapata”. Su hermano Jesús Prado Proaño también fue miembro de la legislatura del estado de Chihuahua en 1946, mientras que su otro hermano Emilio Prado Proaño fue también presidente de Buenaventura.
Prado falleció el 21 de agosto de 1969 en la Ciudad de México.